# A Setét Torony (regénysorozat)
A Setét Torony Stephen King amerikai író nyolcrészes regényfolyama, életművének központi része, amelynek első kötete 1982-ben jelent meg, az ezidáig utolsó pedig 2012-ben. A sorozat műfaját nehéz meghatározni, mivel elemeket tartalmaz a sci-fi, a fantasy, a horror és a western műfajából.

## Jellemzői
A ciklus címe Robert Browning (1812–1889) angol költő Childe Roland to the Dark Tower Came (Roland vitéz a Setét Toronyhoz ért) című versére nyúlik vissza, amely a sorozat valamennyi kötetének elején megtalálható.
A történet főhőse Roland Deschain, aki a címben említett legendás torony megtalálására indul, amely valamennyi létező és lehetséges világ középpontja. A sorozat kötetei eddig negyven országban több mint 30 millió példányban keltek el (2010).
A nyolc regényen kívül King számos más műve is többé-kevésbé szorosan kapcsolódik Roland történetéhez, legyen az a szereplők, a helyszínek vagy a sorozatban említett felfogások, eszmék szintjén.
A kötetek elő-, illetve utószavaiban King számos inspirációs forrást nevezett meg a regényfolyammal kapcsolatban. Ezek között található mindenekelőtt J. R. R. Tolkien híres trilógiája, A Gyűrűk Ura; továbbá Sergio Leone rendező klasszikus filmje, A Jó, a Rossz és a Csúf, az Artúr király körüli mondák, L. Frank Baum Óz, a csodák csodája című munkája és Richard Adams művei.
Miután 2004-ben befejezte a történetet és lezárta a Roland körüli eseményeket, a szerző 2009-ben bejelentette, hogy szeretne egy további kötetet írni a sorozatban, amely tervei szerint a negyedik és ötödik könyv között játszódik és jobban megvilágít néhány dolgot. A 2012-ben megjelent regény címe A Setét Torony: Átfúj a szél a kulcslyukon.

## A regénysorozat részei
A sorozat az alábbi nyolc kötetből áll:
- 1982 The Dark Tower I: The Gunslinger (magyarul: A Setét Torony I: A harcos)
- 1987 The Dark Tower II: The Drawing of the Three (magyarul: A Setét Torony II: A hármak elhívatása)
- 1991 The Dark Tower III: The Waste Lands (magyarul: A Setét Torony III: Puszta földek)
- 1997 The Dark Tower IV: Wizard and Glass (magyarul: A Setét Torony IV: Varázsló és üveg)
- 2003 The Dark Tower V: Wolves of the Calla (magyarul: A Setét Torony V: Callai farkasok)
- 2004 The Dark Tower VI: Song of Susannah (magyarul: A Setét Torony VI: Susannah dala)
- 2004 The Dark Tower VII: The Dark Tower (magyarul: A Setét Torony VII: A Setét Torony)
- 2012 The Dark Tower: The Wind Through the Keyhole (magyarul: A Setét Torony: Átfúj a szél a kulcslyukon)

### Magyarul
- A setét torony, 1–8.; ford. Bihari György; Európa, Bp., 1998–2013
  - 1. A harcos; 1998
  - 2. A hármak elhívatása; 1998
  - 3. Puszta földek; 1999
  - 4. Varázsló és üveg; 2000
  - 5. Callai farkasok; 2004
  - 6. Susannah dala; 2005
  - 7. A setét torony; 2007
  - 8. Átfúj a szél a kulcslyukon; 2013 [4,5. kötet]

## Megfilmesítés
2010 szeptemberében King és a Universal Pictures megerősítette, hogy mozifilmek és televíziós minisorozatok formájában fogják megfilmesíteni a történetet. A tervek szerint 2013 májusában debütál majd a három mozifilmből az első, amelyek között két évados (egyenként hat részből álló) televíziós sorozat meséli majd el a közbenső történéseket. Roland szerepét Javier Bardem Oscar- és Golden Globe-díjas spanyol színésznek ajánlották fel. A film végül 2017-ben jelent meg Idris Elba (Roland) és Matthew McConaughey (A Feketébe Öltözött Ember) főszereplésével, Nikolaj Arcel rendezésében.